# Herbert Dargue
Herbert Arthur "Bert" Dargue född 17 november 1886 i Brooklyn New York död 12 december 1941, var en amerikansk flygpionjär och militär (general). 
Efter avslutad skolgång arbetade Dargue en kort tid som lärare, men 1907 sökte han in vid U.S. Military Academy för att bli militär. Han utexaminerades 1911 och placerades kortare perioder på olika förband i USA. När den amerikanska styrkan på Filippinerna byggdes upp sökte han sig dit. På plats i Filippinerna anmälde han sig som frivillig att ingå i den flygande delen av Signal Corps. Efter grundläggande flygutbildning tilldelades han sina vingar i juli 1913. Han blev den första armépilot att sända och ta emot radiosignaler när han och telegrafisten J.O. Mauborgne genomförde radioexperiment från flygplan 16 december 1914. Kort därefter placerades han vid Signal Corps Aviation School på North Island i San Diego, där för att utvärdera användningen och instruera andra piloter om användandet av radiosändare ombord på flygplan. 
1916 ingår han i First Aero Squadron som är underställda general John Pershings trupper vid mexikanska gränsen. Där spaningsflyger han över gränsen. Vid Chihuahua utsätts han för eld från marken, men han landar ändå för att överlämna en not från de amerikanska myndigheterna. 15 april sätter han ett distansrekord i flygning under en spaningsflygning.
När oroligheterna i Mexiko ebbade ut återvände han till Signal Corps Aviation School i San Diego. Där genomförde han 1917 arméns första planerade nattflygning och nattlandning. I september utsågs han till chef för Signal Corps skola för observatörer vid Fort Sill Oklahoma. Under första världskriget tjänstgjorde han från augusti 1918 i Frankrike som inspektör för de amerikanska stridsgrupperna och träningslägren.
I början av 1920-talet inledde han ett samarbete med Billy Mitchell, och han ställde sig bakom general Henry "Hap" Arnolds åsikt om att arméns och marinens flygvapen borde slås samman.
Han utsågs 1926 till Commanding Officer för en rekordflygning där fem Loeningflygbåtar som skulle runda Sydamerikas spets. Flygplanen namngavs efter amerikanska städer. Dargue och löjtnant E.C. Whitehead flög med flygbåten New York. Över Buenos Aires kolliderade han med Detroit. De båda piloterna ombord Detroit avled vid haveriet, medan New York kunde landa med svåra skador. Dargue och de övriga piloterna fortsatte flygningen och när de återvände till Washington 2 maj 1927 tilldelades de Distinguished Flying Cross av President Coolidge. Av de fem flygbåtarna var det bara San Francisco som klarade hela flygningen, den finns i dag utställd på US Museum of the Air Force.
Under slutet av 1920-talet fortsatte Dargue sin militära utbildning både vid arméns och marinens högre skolor. 1930 utsågs han till chef för Second Bombardment Group på Langley Field i Virginia. 1934 blev han chef för Air Corps taktiska skola på Maxwell Field i Alabama. Där kom han att arbeta med Norden Company som konstruerade det amerikanska Nordensiktet för bombflyget. 1938 var han flottiljchef för 19th Wing vid Albrook Field vid Panamakanalen. 
Strax före anfallet mot Pearl Harbor tog han över ledningen av First Air Force på Mitchell Field. Här organiserade han allt sitt bomb- och jaktflyg att vara stridsklara inom 24 timmar. Efter japanernas anfall utsågs Dargue av försvarsminister Stimson att resa till Hawaii för att utreda varför inte de amerikanska förbanden var stridsklara när de utsattes för attacken. Dargue påbörjade sin flygning till Hawaii i ett B-18 flygplan 12 december 1941. När man nådde Sierra Nevada flög man in i en bergssida utanför staden Bishop Kalifornien varvid samtliga ombord omkom.
Postumt tilldelades han Distinguished Service Medal.